# Färg-TV

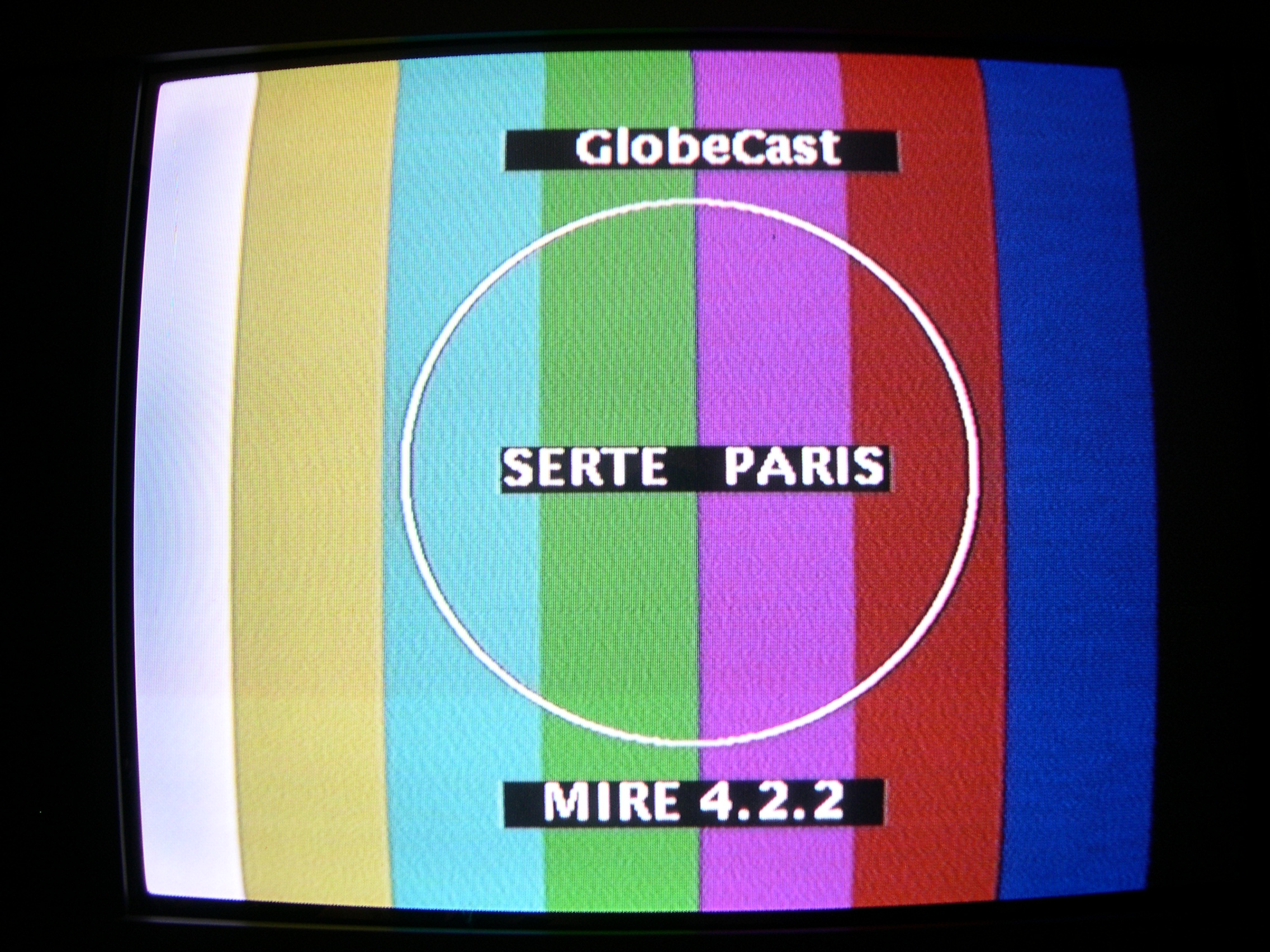
Testbild med färgfält för verifiering att avkodning av färgerna är korrekt i en TV-monitor

Färg-TV är television i fullfärg, till skillnad från svartvit TV.  Under 1970-talet hade färg-TV-sändningar i princip fasat ut den svartvita tekniken även om många svartvita mottagare fortfarande fanns kvar i bruk.
Tekniken bygger på additiv färgblandning med RGB-skalan, där alla färger tillsammans bildar vitt.  Den första sändningen i Sverige med färg-TV skedde 1966.  Den första rikstäckande färg-TV sändningen skedde 1967.  Ordet förekommer i svenska media för första gången 1962.
De svartvita TV-sändningarna skickade ut en analog ljudsignal samt en analog bildsignal, den så kallade luminanssignalen, vilken innehöll information om hur ljus varje punkt på TV-skärmen skulle vara.  Den ursprungliga analoga färg-TV sändningen innehöll en ljudsignal, tre färgsignaler, en för rött ljus, en för grönt ljus samt en signal för blått ljus (RGB).  Dessutom innehöll färg-TV signalen en luminanssignal, vilken var densamma som för svartvit TV-sändning.  För att minska på bandbredden hos radiosignalen så överlagrades signalen från en av färgsignalerna och blandades ihop med de två andra färgsignalerna.  I själva TV-apparaten separerades sedan den tredje färgsignalen ut igen.
Den ursprungliga färg-TV-tekniken var katodstrålerör (CRT), men sedan har man bland annat börjat utveckla plattskärmar med annan typ av teknik, såsom LCD, plasma eller LED.

## Färg-TV i Sverige
I Sverige gjordes den första provsändningen med färg-tv den 3 februari 1965 och visade en modeshow från en provisorisk studio i Philipshuset i Stockholm. I oktober 1968 fanns färg-tv i 30 000 svenska hem. Apparaterna kostade cirka 4 000 kronor (43 500 kr i 2024 års penningsvärde.) I början sändes bara enstaka program i färg, men 1968 gav regeringen klartecken till att från den 1 april 1970 officiellt bedriva regelbundna sändningar med sex färgtimmar i veckan.
1962 hade det figurerat som aprilskämt i Sveriges Radio-TV att man genom att klippa sönder en nylonstrumpa och fästa den över TV-apparaten kunde skaffa färg-TV.